# Distretto di La Florida
Il distretto di La Florida è uno dei tredici distretti  della provincia di San Miguel, in Perù. Si trova nella regione di Cajamarca e si estende su una superficie di 61,33 chilometri quadrati.

Istituito il 26 marzo 1965, ha per capitale la città di La Florida; al censimento 2005 contava 2.666 abitanti.